# Johnston City
Johnston City è un comune degli Stati Uniti d'America, situato nello Stato dell'Illinois, nella contea di Williamson.